# محمدجان فلكالدين (مقاطعة دلفان)
محمدجان فلكالدين (بالفارسية: محمدجان فلک‌الدین) هي قرية تقع في قسم خاوة الجنوبي الريفي (مقاطعة دلفان) في إيران. يقدر عدد سكانها بـ 194 نسمة .